# Louise Camuto
Louise Camuto (tidigare Louise Drevenstam) från Hällefors, Västmanland, utsågs till Fröken Sverige 1989. Hon kom sedan på andra plats i Miss Universum-tävlingen, vann senare skönhetstävlingen Miss Scandinavia och gjorde därefter karriär som fotomodell. Hon gifte sig 2000 med skomagnaten Vince Camuto.